# Métrodore de Scepsis
Pour les articles homonymes, voir Métrodore.
Métrodore de Scepsis (en grec ancien Μητρόδωρος ὀ Σκήψιος) est un philosophe académicien, politicien et rhéteur du Ier siècle av. J.-C., contemporain de Démétrios de Scepsis et aux facultés mnémotechniques renommées dans l'Antiquité. Entré dans les bonnes grâces de Mithridate VI, il s'établit au royaume du Pont où il reçoit un poste de juge aux sentences non appelables. Métrodore épouse une riche héritière pontique et rallie si bien Mithridate VI qu'il est surnommé par ses concitoyens « Misorome » («celui qui hait les Romains »). Envoyé en ambassade auprès de Tigrane II, roi d'Arménie, il se détache de Mithridate ; Tigrane le renvoie néanmoins contre sa volonté chez le souverain pontique. C'est pendant ce dernier voyage que Métrodore meurt, de mort violente (sur ordre de Mithridate) ou de maladie selon Strabon. Plutarque indique que Tigrane lui offrit de magnifiques funérailles.
Métrodore a rédigé une Histoire de Tigrane.